# 윈난성
윈난성(중국어 간체자: 云南省, 정체자: 雲南省, 병음: Yúnnán Shěng) 또는 운남성은 중화인민공화국 남부의 성이다.
원모인(중국어: 元谋人)이라는 호모 에렉투스 화석이 1960년대에 철도 기술자들에 의하여 발굴되었는데, 이는 중국에서 가장 오래된 인류 화석이다. 신석기시대에 뎬츠호(중국어: 滇池) 주변에 사람이 살았었다. 이 사람들은 석기를 사용하고 간단한 나무 구조물을 지었다.
2011년 3월 10일 여기서 지진이 발생했다.

## 지리
윈난 성은 중국 남서부에 위치하며 남쪽으로 북회귀선이 통과한다. 면적은 394,100 km2로 중국 전체의 4.1%를 차지한다. 성의 북쪽은 윈구이고원의 일부를 이룬다. 북서부는 티베트 자치구, 북부는 쓰촨성, 북동부는 구이저우성, 동부는 광시 좡족 자치구와 접한다. 서쪽으로 미얀마, 남쪽으로 라오스, 남동쪽으로 베트남과 총 길이 4060km의 국경을 공유한다.
중국 내에서 초록의 삼림이 우거진 지역으로, 전체에 걸쳐 황량한 바위 산이 눈에 두드러진다. 게다가 지형이 복잡하고, 남부의 저지대에는 아열대성 기후도 있으며, 북부의 고산 지대에서는 아한대성 기후도 있어, 다양한 기후대를 가진다. 이 때문에, 동식물 상이 풍부하고, 특히 원예 분야에서는 신종 화훼의 산지로서 알려져 있다. 1월 평균기온은 8~17 °C이고 7월 평균기온은 21~27 °C이다. 연평균 강수량은 600~2300mm이고 이 중 절반이 7월과 8월에 집중된다.
지형은 주로 산지로 특히 북부와 서부가 높다. 서쪽으로는 협곡이 있고 동쪽은 고원 지역이다. 윈난의 주요 강들은 산들 사이의 깊은 협곡을 통해 흐른다. 평균고도는 1980m이다. 북쪽의 산들이 가장 높아 고도가 5000m가 높은 반면 남쪽의 산들은 3000m가 넘지 않는다. 가장 높은 지점은 북쪽 디친고원의 더친현에 있는 카와거보봉으로 해발고도는 6740m이다. 가장 낮은 지점은 허커우현 훙허 계곡으로 76.4m이다. 성의 동쪽은 카르스트 지형과 깊은 협곡을 통해 흐르는 항해할 수 없는 강이 있는 석회암 고원 지대이다. 서쪽은 산맥에 의해 강이 남북으로 흐르는 특징이 있다. 이러한 강들로 누강(태국어: 땅륀강), 란창강(태국어: 메콩강) 등이 있다.

## 역사
기원전 3세기 무렵 지금의 쿤밍 일대는 전(滇)이라고 알려져 있었다. 초나라의 장군 장교(庄跤)가 장강 상류를 통해 이 지역에 들어간 후에 스스로 전왕이라 칭했다. 그 이후 많은 중국인들이 계속하여 이 땅으로 들어오게 된다.
기원전 221년 진시황이 중국을 통일하고 제국의 판도를 남쪽으로 확장한다. 윈난지역에도 몇 개의 군이 설치된다. 쓰촨에서 시작되는 오척도(五尺道)라는 길은 지금의 성 동부인 취징(曲靖) 부근까지 연결되어 있었다. 한나라때인 기원전 109년 한무제가 곽창(郭昌)을 보내 익주군을 설치하였고 그 자리는 지금의 진닝(晋宁)이었다. 당시 버마와 인도를 상대로 한 무역 관계를 확대하기 위해 한무제는 당몽(唐蒙)을 보내 오척도를 지키고 확장하도록 하고 그 이름을 서남이도(西南夷道)라고 하였다. 이 시기에 윈난 지역의 농업이 눈에 띄게 발전한다. 청동제 농기구를 사용하고 소, 말, 양, 염소, 돼지, 개 들의 가축을 길렀다. 이 사람들은 타이족과 연관이 있는 것으로 알려졌다. 부족생활을 하였고, 때때로 탈출해온 중국인이 이들을 통치하기도 했다.
사기에 의하면 장건(張騫)과 사마천(司馬遷)은 선두에 대한 기술을 하는데, 이 지역은 현대 파키스탄 지역인 인더스 계곡의 산스크리트어인 신두를 의미한다. 윈난 지역이 한 왕조에 의해 정복되었을 때, 한족 관료들은 이 곳에 살고 있는 선두인들의 공동체를 보고하였다.
삼국시대에는 현재의 윈난성 지역과 서와 쓰촨성의 남부 지역을 합쳐서 남중이라고 불렀다. 한족의 중앙집권체제가 이 지역의 전통 사회에 녹아들어가면서 윈난지역에 대한 자치권 강화와 지역 부족 구조의 강화 등의 변화가 있었다. 225년 촉의 제갈량이 3개 군단을 이끌고 이 지역의 부족들을 평정하였다. 이 지역의 맹주였던 맹획을 제갈량이 7번 사로잡아 풀어준 것(칠종칠금)은 한족의 민담에 유명하게 남아있다.
4세기에 북중국이 유목민족에 의해 완전히 엎어진다. 320년에 찬(爨) 군벌이 윈난에 이주해 오면서 찬침(爨琛)이 스스로를 왕이라고 일컬으며 디안 호수 주변에 자리잡았다. 이 이후 4세기 가까이 찬 가문이 윈난 지역을 지배했다. 당나라 때는 남조가 출현해 통일왕국을 형성하였으며, 송대에는 대리국이 이것을 대신하였다. 1253년 대리국은 몽골제국의 쿠빌라이에 정복되었으며, 1276년에 운남행성이 정식 설치되어, 쿠빌라이의 서자 후게치를 선조로 하는 양왕가의 세습 영지로 주어졌다. 쿠빌라이가 마련한 삼대왕국, 이소왕국 중 후자의 하나이다. 이 양왕국은 대리의 옛 왕가 단씨의 협력 아래, 1390년까지 이 땅을 계속 지배했다.
명의 홍무제에 의해 양왕국이 멸망되었을 때, 단씨는 양왕가를 배반하고 그 공적으로 이 땅의 왕으로 복귀하여, 대리왕국을 부활시키려 하였다. 그러나 이 땅의 많은 은광에 주목하고 있던 홍무제는 이 땅의 통치를 단씨에게 맡기는 것을 거부하고, 직접 병합해 명나라로 편입하였고 이로써 남조 이래 독립왕국의 역사는 임종을 맞이했다. 명나라 때는 운남포정사가 설치되었고, 청나라 때에 윈난성이 성립되었다. 명대 이후 한족이 대량으로 유입되어 다수를 차지하게 되어 한족의 땅이 되었다. 중일전쟁 기간은 원장루트를 둘러싸고 중국 국민당군과 일본군과의 사이에 맹렬한 공방전(납맹-등월 전투)이 전개되었다.

## 농업
윈난성은 농업이 번성한 지역이다. 농업은 고원지대나, 협곡, 경사진 언덕에서는 제한된다. 농업이 가능한 해발 지역이 5% 밖에 되지 않는다. 쌀이 주요 작물이며, 옥수수, 보리, 밀, 평지씨, 고구마, 콩, 차, 사탕수수, 담대 그리고 면화 등이 경작되고 있다. 서쪽의 급한 경사를 가지는 언덕지역은 가축이 길러지고 있고, 목재를 채벌한다.
담배는 주요 수출품이며, 윈난성 총생산(GDP)의 많은 부분을 차지한다. 게다가 윈난은 야채와 과일 등도 활발하게 경작되는 지역이다.

## 행정구역
16개 지급 행정구역, 129개 현급 행정구역을 관할한다.
| 윈난 성의 행정 구역 | 윈난 성의 행정 구역                              | 윈난 성의 행정 구역  | 윈난 성의 행정 구역               | 윈난 성의 행정 구역 | 윈난 성의 행정 구역 | 윈난 성의 행정 구역 |
| ------------------- | ------------------------------------------------ | -------------------- | --------------------------------- | ------------------- | ------------------- | ------------------- |
|                     |                                                  |                      |                                   |                     |                     |                     |
| №                   | 이름                                             | 한자                 | 병음                              | 면적 (Km2)          | 인구 (2010년)       | 시청소재지          |
| 지급시              |                                                  |                      |                                   |                     |                     |                     |
| 1                   | 쿤밍 시 (곤명시)                                 | 昆明市               | Kūnmíng Shì                       | 21001.28            | 6,432,209           | 청궁 구             |
| 2                   | 취징 시 (곡정시)                                 | 曲靖市               | Qǔjìng Shì                        | 28939.41            | 5,855,055           | 치린 구             |
| 3                   | 위시 시 (옥계시)                                 | 玉溪市               | Yùxī Shì                          | 14941.53            | 2,303,518           | 훙타 구             |
| 4                   | 바오산 시 (보산시)                               | 保山市               | Bǎoshān Shì                       | 19064.60            | 2,506,491           | 룽양 구             |
| 5                   | 자오퉁 시 (소통시)                               | 昭通市               | Zhāotōng Shì                      | 22439.76            | 5,213,521           | 자오양 구           |
| 6                   | 리장 시 (여강시)                                 | 丽江市               | Lìjiāng Shì                       | 20,557.25           | 1,244,769           | 구청 구             |
| 7                   | 푸얼 시 (보이시)                                 | 普洱市               | Pǔ'ěr Shì                         | 44264.79            | 2,542,898           | 쓰마오 구           |
| 8                   | 린창 시 (임창시)                                 | 临沧市               | Líncāng Shì                       | 23620.72            | 2,429,497           | 린샹 구             |
| 자치주              |                                                  |                      |                                   |                     |                     |                     |
| 9                   | 추슝 이족 자치주 (초웅이족자치주)                | 楚雄彝族自治州       | Chǔxióng Yízú Zìzhìzhōu           | 28436.87            | 2,684,169           | 추슝 시             |
| 10                  | 훙허 하니족 이족 자치주 (홍하합니족이족자치주)   | 红河哈尼族彝族自治州 | Hónghé Hānízú Yízú Zìzhìzhōu      | 32167.67            | 4,500,896           | 멍쯔 시             |
| 11                  | 원산 좡족 먀오족 자치주 (문산장족묘족자치주)     | 文山壮族苗族自治州   | Wénshān Zhuàngzú Miáozú Zìzhìzhōu | 31409.12            | 3,517,946           | 원산 시             |
| 12                  | 시솽반나 다이족 자치주 (서쌍판납태족자치주)      | 西双版纳傣族自治州   | Xīshuāngbǎnnà Dǎizú Zìzhìzhōu     | 19107.05            | 1,133,515           | 징훙 시             |
| 13                  | 다리 바이족 자치주 (대리백족자치주)              | 大理白族自治州       | Dàlǐ Báizú Zìzhìzhōu              | 28299.43            | 3,456,323           | 다리 시             |
| 14                  | 더훙 다이족 징포족 자치주 (덕굉태족경파족자치주) | 德宏傣族景颇族自治州 | Déhóng Dǎizú Jǐngpōzú Zìzhìzhōu   | 11,171.41           | 1,211,440           | 망 시               |
| 15                  | 누장 리수족 자치주 (노강율속족자치주)            | 怒江傈僳族自治州     | Nùjiāng Lìsùzú Zìzhìzhōu          | 14588.92            | 534,337             | 루수이 시           |
| 16                  | 디칭 티베트족 자치주 (적경장족자치주)            | 迪庆藏族自治州       | Díqìng Zàngzú Zìzhìzhōu           | 23185.59            | 400,182             | 샹그릴라 시         |

## 인구

### 민족
윈난은 민족전시장이라고 일컬을 만큼 많은 종류의 소수민족들이 살고 있으며, 소수민족의 인구가 가장 많은 성이다. 중국 정부에서 공인된 56개의 소수민족 중 25개의 민족이 윈난에 있고, 전체 인구 중 38%가 소수민족이다. 윈난성에서 가장 많은 소수 민족은 이족으로, 400만이 넘는 리족들이 윈난에 살고 있다. 또한 윈난은 소수민족의 천국으로 중국에서는 윈난성 밖에 없는 소수민족이 15 부족 정도가 존재한다.
그 중 인구가 가장 많은 이족은 11%, 바이족은 3.6%, 하니족들은 3.4%, 좡족은 2.7%, 먀오족은 2.5%, 후이족은 1.5%에 이른다.
소수민족으로는 이족, 바이족, 하니족, 타이족, 다이족, 먀오족, 리수족, 후이족, 라후족, 와족, 나키족, 야오족, 티베트족, 징포족, 부랑족, 푸미족, 누족, 아창족, 지눠족, 몽골족, 두롱족, 만주족, 수이족, 부이족이 있다. 다른 소수민족도 존재하지만, 군집을 이뤄 생활하지 않으며 중국 정부의 공인을 받지 못했다. 나시족의 한 가지로 인식되어 공인된 모수오족 같은 종족은 과거에 소수민족을 신청하여 지금 공인된 민족이다.
소수민족은 넓게 퍼져서 거주하고 있으며, 25개의 소수민족들은 군락을 이뤄서 생활하고 있어서, 5000명이 넘는다. 국경지역과 협곡에 살고 있는 10개의 소수민족은 후이족, 만주족, 바이족, 나시족, 몽골족, 좡족, 다이족, 아창족, 부이족, 수이족이며, 4만 5천명의 인구를 가지고 있다. 고산지대에 사는 민족은 먀오족, 리수족, 티베트인, 푸미족, 두롱족 등이 있으며, 4백만의 인구를 가지고 있다.
속담에는 서로 다른 말을 하는 삼형제(티베트족, 나시족, 바이족)가 윈난과 티베트의 고산지대와 중간지대, 저지대에 거주해서 살게 되었다는 말도 있다.
| 민족     | 인구  | 거주지                                                                          | 언어         |                             |
| 이족     | 471만 | 윈난 동부와 중부의 각 도시，훙허 하니족 이족 자치주, 추슝 이족 자치주           | 좡미엔어족   |                             |
| 바이족   | 151만 | 다리 바이족 자치주                                                              | 좡미엔어족   |                             |
| 하니족   | 142만 | 남부홍허 하니족 이족 자치주                                                     | 좡미엔어족   |                             |
| 다이족   | 114만 | 서남부 중부 변경의 더훙 다이족 징포족 자치주과 시솽반나 다이족 자치주           | 둥타이어족   |                             |
| 좡족     | 114만 | 윈난 동남부 원산 좡족 먀오족 자치주                                             | 둥타이어족   |                             |
| 먀오족   | 104만 | 동부원산 좡족 먀오족 자치주, 훙허 하니족 이족 자치주, 자오퉁 시 등지의 산악지대 | 먀오야오어족 |                             |
| 후이족   | 64만  | 윈난 전 지역에 산재                                                             |              |                             |
| 리수족   | 61만  | 서북부의 누장 리수족 자치주, 리장, 디칭                                         | 좡미엔어족   |                             |
| 라후족   | 45만  |                                                                                 | 좡미엔어족   |                             |
| 바족     | 38만  | 린창, 시멍 와족 자치현                                                          |              |                             |
| 나시족   | 30만  | 서북부의 리장 시                                                                | 좡미엔어족   |                             |
| 야오족   | 19만  | 훙허 하니족 이족 자치주, 원산                                                   | 먀오야오어족 |                             |
| 징포족   | 13만  | 서부의 더홍 다이족 징포족 자치주                                                | 좡미엔어족   |                             |
| 티베트족 | 13만  | 서북부의 디칭 티베트족 자치주                                                   | 좡미엔어족   |                             |
| 부랑족   | 9만   | 시솽반나 다이족 자치주                                                          |              |                             |
| 부이족   | 5.5만 |                                                                                 | 둥타이어족   |                             |
| 아창족   | 3.4만 | 더홍 다이족 징포족 자치주                                                       |              |                             |
| 푸미족   | 3.2만 | 서북부 이장, 누장                                                               | 좡미엔어족   |                             |
| 몽골족   | 2.8만 | 위시 시 퉁하이 현 싱멍 몽골족 자치향                                            |              |                             |
| 누족     | 2.8만 | 서북부 누장 리수족 자치주 비장, 푸공, 공샨 3현의 누장대협곡                     | 둥타이어족   |                             |
| 지노족   | 2.1만 | 시솽반나 다이족 자치주                                                          |              |                             |
| 더앙족   | 1.8만 | 더홍 다이족 징포족 자치주 루씨시 싼타이산과 린캉시 젠강현 준롱                  |              | 1985년 이전엔 벵롱족이라 함 |
| 수이족   | 1.3만 |                                                                                 | 둥타이어족   |                             |
| 만주족   | 1.2만 |                                                                                 |              |                             |
| 두롱족   | 5884  | 서북쪽 누장 리수족 자치주공샨현 두롱강 유역                                     |              |                             |

## 경제
윈난 성은 중국의 다른 성들에 비해 덜 개발되고 더 가난한 성이다. 1994년에 7백만의 사람들이 1인당 연 300위안의 빈곤선 이하로 생활하고 있었다. 그들은 성의 73개 현에 주로 분포하며 중앙 정부에 의해 재정적으로 지원받고 있다. 2002년에 31억 5천만 위안의 자본이 투입되었고 성의 절대적으로 가난한 농촌 인구는 2000년에 405만 명에서 286만 명으로 감소하였다. 빈곤 완화 계획은 도시 기반 시설의 개선을 목표로 하는 다섯 개의 커다란 프로젝트를 포함한다. 이것은 토질 개선, 수질 보호와 전력, 도로, 그린 벨트의 건설을 포함하고 있다. 이 계획이 완성되면 곡물, 물, 전기, 도로의 부족을 완화시켜줄 것으로 성은 기대하고 있다.
윈난 성의 네 개의 기둥 산업은 담배, 농업, 광업, 관광업이다. 주요 제조산업은 철강 생산과 구리 제련, 상업용 차, 화학, 비료, 직물, 광학 도구 등이다. 윈난 성은 전 세계 70개의 나라 및 지역과 교역하고 있다. 윈난 성의 루이리 현에는 미얀마와의 국경을 따라 뮤즈 국경 무역 지대가 세워져있다. 윈난 성은 주로 담배, 기계, 전기 장비, 화학, 농산품, 비철금속을 수출한다. 2008년에 총 수출입은 96억 달러에 달했다. 외국인 직접 투자는 16억 9천만 달러에 달했고 이 중 7억 7700만 달러가 실제로 이용되었다. 윈난 성의 실업률은 2008년말 4.21%였다.
윈난 성의 명목 GDP는 2008년에 5700억 위안(830억 달러)였고 연 성장률은 11%였다. 1인당 GDP는 12587위안(1843달러)이었다. 윈난 성의 총 생산은 1차 산업이 17.9%, 2차 산업이 43%, 3차 산업이 39.1%를 차지했다.
윈난 성은 중국의 구리, 납, 아연, 주석, 알루미늄의 주요 생산 기반이다. 거주 시는 "아연 왕국"으로 알려져있으며 중국 제1의 매장량을 자랑한다. 윈시라는 상표의 제련된 주석은 거주의 주요 생산품 중 하나이다. 게다가 게르마늄, 인듐, 지르코늄, 백금, 암염, 니켈, 인산염, 비소 또한 많이 매장되어있다. 구리의 주요 매장지는 둥촨이고 철광석 매장지는 우딩이며 석탄은 쉬안웨이와 카이위안에 많이 매장되어있다.
전기 공업은 윈난 성의 또다른 경제 기둥으로 "동서 전기 교환 프로젝트"의 중요한 역할을 한다. 윈난 성에서 생산된 전기는 주로 광둥성으로 보내진다.

## 같이 보기
- 중국의 민족
- 모쒀족(摩梭族, zh:摩梭人, en:Mosuo)